# 1 Sofijska Dywizja Piechoty
1 Sofijska Dywizja Piechoty (bułg. Първа пехотна софийска дивизия) – bułgarski związek taktyczny okresu Księstwa i Trzeciego Carstwa z lat 1892 – 1921.
Dywizja sformowana została w 1892. Wzięła udział w I i II wojnie bałkańskiej oraz w I wojnie światowej. W 1921 przeformowana w 1 Sofijski pułk piechoty.

## Działania

### Wojny bałkańskie
Dywizja w czasie I wojny bałkańskiej walczyła w składzie 1 Armii, a w II wojnie bałkańskiej znalazła się w strukturach 3 Armii.
Napięte stosunki międzynarodowe na Bałkanach spowodowały, że car Bułgarii Ferdynand I 30 września 1912 ogłosił powszechną mobilizację.
30 lipca 2013 w Bukareszcie rozpoczęły się rokowania pokojowe, a dzień później weszło w życie zawieszenie broni kończące II wojnę bałkańską.Po podpisaniu pokoju w Bukareszcie car Ferdynand I ogłosił demobilizację armii.

### I wojna światowa
W świetle narastającego zagrożenia wojennego na początku lipca 1914 w sztabie Armii Bułgarskiej rozpoczęto prace nad uaktualnieniem planów mobilizacyjnych. Ogłoszone w marcu 1915 wytyczne w sprawie mobilizacyjnego rozwinięcia jednostek przewidywały zmobilizowanie sztabu, czterech pułków piechoty, dwóch rezerwowych pułków piechoty, dwóch pułków marszowych, dwóch pułków pospolitego ruszenia, pułku etapowego oraz pododdziałów zabezpieczenia. Pułk artylerii przechodził na etat dwupułkowej brygady artylerii. Do dywizji miał zostać przydzielony batalion inżynieryjny. Pierwszym dniem mobilizacji był 24 września 1915.
Po zmobilizowaniu, będąc w składzie 1 Armii gen. lejt. Bojadżiewa, dywizja została rozmieszczona na granicy z Serbią. 14 października wojska bułgarskie rozpoczęły ofensywę w Macedonii. 1 Armia, działając na pomocniczym kierunku, głównymi siłami prowadziła natarcie przez Zajeczar, Knjażewac i Pirot, miała osiągnąć osiągnąć dolinę Morawy i opanować rubież Paraćin–Aleksinac–Nisz. W ciągu pierwszego tygodnia walk  dywizja w ramach operacji morawskiej włamała się na głębokość od 10 do 15 km w głąb ugrupowania nieprzyjaciela. W następnym tygodniu zdobyła Pirot, a pozostałe oddziały armii dotarły na przedpola miasta Nisz. 

Szturm na miasto przypuściły oddziały 8 Tundżanskiej i 9 Plewneńskiej DP  i 5 listopada zdobyły je. Opanowanie miasta spowodowało, że cała trasa kolejowa łącząca Berlin, Sofię i  Konstantynopol znalazła się pod kontrolą Państw Centralnych. W ten sposób został zrealizowany jeden z głównych celów politycznych kampanii.

Kontynuując natarcie, 1 Sofijska DP zajęła położony nad Weternicą Leskovac, wzięła do niewoli 3600 żołnierzy serbskich i zdobyła 12 dział. Tym samym 1 Armia przełamała główny pas serbskiej obrony i zeszła w dolinę Południowej Morawy.
Na początku 1916, po konferencji w Niszu, dowództwo niemieckie wycofało gros swoich jednostek z Bałkanów, a wojska bułgarskie zostały rozmieszczone nad granicą grecką z zadaniem blokowania zgrupowania salonickiego. 1 Sofijska i 6 Bdinska DP stanowiły odwód ogólny zgrupowania obronnego. Pełniły też rolę wojsk okupacyjnych w północnej Macedonii.
W lipcu 1919 skadrowano jeden pułk piechoty. W tym czasie dywizja posiadała trzy pułki piechoty (w tym jeden pułk skadrowany), pułk artylerii, batalion inżynieryjny, szpital polowy i kompanię intendencką.

## Struktura organizacyjna
W grudniu 1903, na mocy dekretów ks. Ferdynanda I , przystąpiono do reorganizacji dywizji piechoty. W czasie pokoju dywizja piechoty składała się w tym czasie z dwóch brygad piechoty, pułku artylerii, batalionu inżynieryjnego, batalionu taborów i szpitala. W brygadzie piechoty znajdowały się dwa dwubatalionowe pułki piechoty z kompanią zabezpieczenia oraz plutonem ciężkich karabinów maszynowych, a pułk artylerii składał się z dwóch dywizjonów artylerii, każdy po dwie czterodziałowe baterie artylerii i baterii artylerii haubic.
Stan w 1907:
- dowództwo dywizji – Sofia
- 1 Brygada – Sofia
  - 1 pułk piechoty – Sofia
  - 6 pułk piechoty – Sofia
- 2 Brygada – Sofia
  - 16 pułk piechoty – Orchanie
  - 25 pułk piechoty – Calibrod
- 4 pułk artylerii – Sofia

Na wypadek wojny struktura dywizji zwiększała się (1912) do trzech brygad piechoty, a w miejsce pułku artylerii tworzona była dwupułkowa brygada artylerii. Etatowo dywizja posiadała 12 batalionów piechoty, batalion inżynieryjny i 8 baterii artylerii. Na jej uzbrojeniu znajdowało się 24 813 karabinów, 24 ciężkie karabiny maszynowe i 72 działa. Stan osobowy wynosił 858 oficerów, 42 urzędników wojskowych, 3455 podoficerów, 32 918 szeregowych i 7550 koni.